# مؤشر إتش
مؤشر إتش (بالإنجليزية: h-index)‏ هو مؤشر مقاييس مستوى المؤلف فائدته لقياس كل من الإنتاجية والتأثير الانتشاري بناء على المنشورات لعالم أو باحث أو مؤلف، ويمكن أن يبنى القياس للمؤشر على صحيفه أكاديمية أو بواسطة مجموعة من العلماء في إدارة أو الجامعة أو بلد، واقترح المؤشر في عام 2005 عن طريق جورج إدواردو هيرش، وهو فيزيائي في جامعة كاليفورنيا سان دييغو، وكان المؤشر يستخدم كأداة لتحديد الجودة النسبية للفيزياء النظرية. في بعض الأحيان يطلق عليه مؤشر هيرش أو عدد هيرش.

## تعريفه والغرض منه

h-index from a plot of decreasing citations for numbered papers

هو مؤشر لقياس الإنتاجية والاقتباس في البحوث العلمية المصنفة المنشورة، فائدته لقياس كل من الإنتاجية والتأثير الانتشاري بناءاً على المنشورات لعالم أو باحث أو مؤلف، ويمكن أن يبنى القياس للمؤشر على صحيفه أكاديمية أو بواسطة مجموعة من العلماء في إدارة أو الجامعة أو بلد، واقترح المؤشر في عام 2005 عن طريق جورج إدواردو هيرش، وهو فيزيائي في جامعة كاليفورنيا سان دييغو، وكان المؤشر يستخدم كأداة لتحديد الجودة النسبية للفيزياء النظرية. في بعض الأحيان يطلق عليه مؤشر هيرش أو عدد هيرش.حيث يعتمد على عامليين رئيسين هما:
ُ# عدد البحوث المنشورة.
1. وعدد الاقتباسات لكل بحث من قبل الباحثين الأخرين.

الفائدة من وضع هذا العامل، لتحسين جودة البحث العلمي، فهو يحصي عدد البحوث المنشورة وعدد الاقتباسات وهذا العامل يعمل على مقارنة البحوث ضمن نفس التخصص فقط، أي ان كل تخصص معزول عن الثاني. وقد اعتمدته الجامعات الرصينة كشرط اساسي للترقية العلمية

## حسابه بالعمليات الحسابية
f(A)=10, f(B)=8, f(C)=5, f(D)=4, f(E)=3　→ h-index=4
f(A)=25, f(B)=8, f(C)=5, f(D)=3, f(E)=3　→ h-index=3
h-index (f) = {\displaystyle \max _{i}\min(f(i),i)}